# 剣持勇

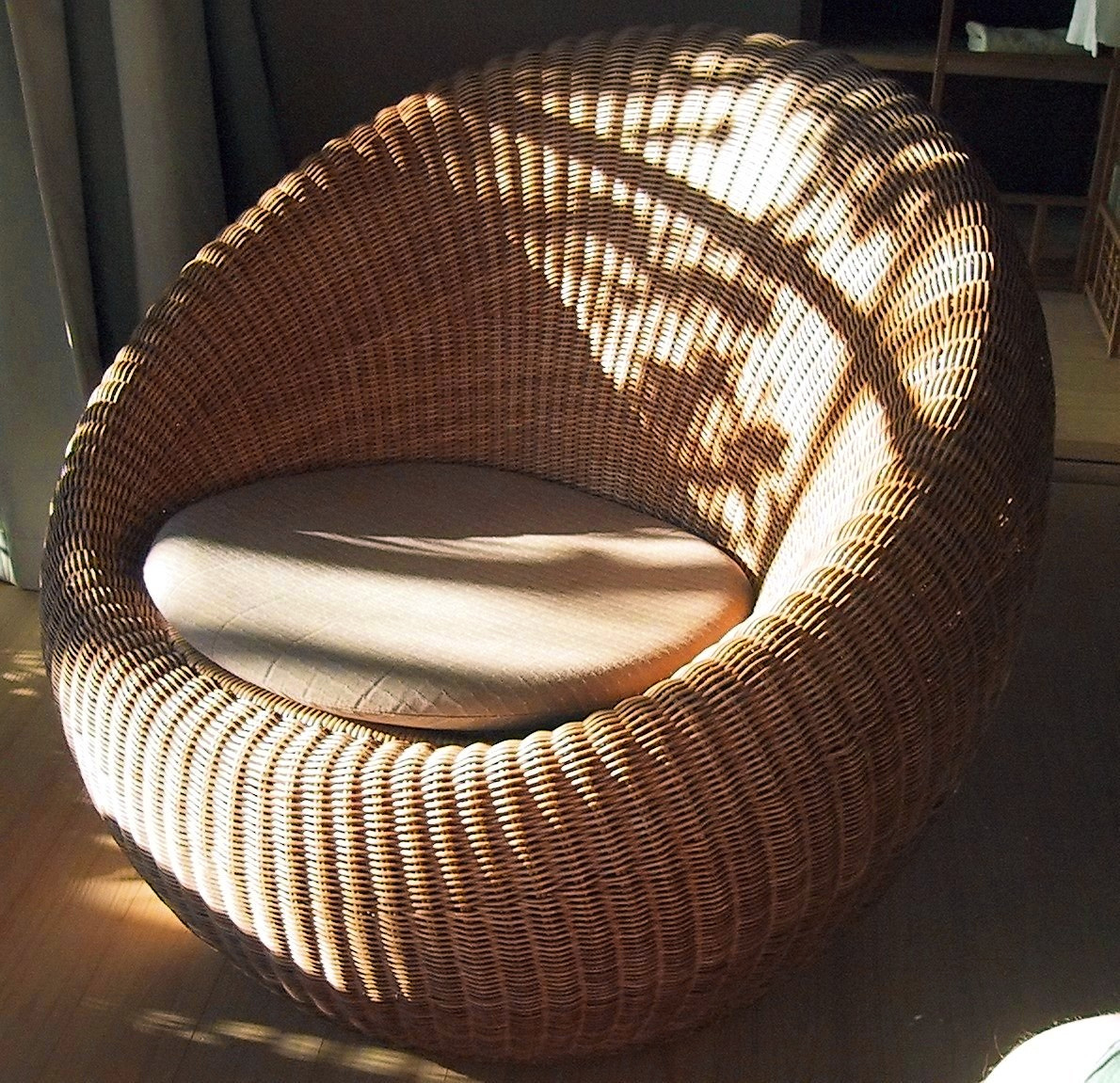
ラタンチェアー (1961)

剣持 勇（けんもち いさむ、1912年1月2日 - 1971年6月3日）は、日本のインテリアデザイナー。第二次世界大戦後、アメリカを視察し、チャールズ・イームズ夫妻やジョージ・ネルソンらと交流を深める。帰国後、日本独自のモダンデザインを目指すべくジャパニーズモダンを提唱した。戦後日本のデザイン黎明期に、渡辺力・柳宗理・長大作・水之江忠臣らと共に日本のデザインの礎を創った。代表作のホテルニュージャパンの籐の椅子「ラウンジチェア」は、日本の家具として初めて1964年にMoMA（ニューヨーク近代美術館）のパーマネントコレクションに選定された。

## 人物
廉価なうえに高機能を求められることの多いインダストリアルデザイン分野で手腕を発揮し、1958年に発表された積み重ね可能な「スタッキング・チェア（スタッキング・スツール）」と呼ぶ椅子は普及品として今なおベストセラーの地位を維持している。
丹下健三設計の香川県庁舎、大谷幸夫設計の国立京都国際会館のインテリアデザイン、ホテルニュージャパンや京王プラザホテルの内装など多くのデザインを手がけた。
亀倉雄策、渡辺力らと共に「グッドデザイン」運動を推進するなど、日本のデザインの草創期を築いた。
乳酸菌飲料として日本国内シェアの高い「ヤクルト」の容器や同社の「ジョア」の容器も、剣持デザインの代表作である。
京王プラザホテルのプロジェクトを終えた1971年、新宿区下落合の事務所社長室にメモ用紙の遺書を19通残し、ガス自殺した。親友の富岡惣一郎宛の遺書には「友情は変わらない。だが僕の心は変質してしまった。（中略）意志と体が動かない」、妻宛には「わたしが、世界で一番愛した人。君、許されよ」とあった。

## 略歴
- 1912年：東京府豊多摩郡大久保村で生まれる。父親は元陸軍少佐[1]。
- 1932年：東京高等工芸学校木材工芸科（現・千葉大学工学部デザイン学科）を卒業。卒業後、商工省（現・経済産業省）工芸指導所に入り技師となり、来日していた建築家のブルーノ・タウトに師事。椅子に求められる機能性の研究を行なう。
- 1952年：日本人デザイナーとして初めて米国視察[1]
- 1952年：渡辺力、柳宗理とともに日本インダストリアルデザイナー協会を結成。
- 1955年：剣持勇デザイン研究所を設立。スタッキングスツール（秋田木工）をデザインする。
- 1956年：大和証券ビルの内装、住友ベークライトのショールームの内装を手掛け、注目を集める[3]。
- 1958年：スタッキングスツール（秋田木工）の販売が開始。
- 1958年：香川県庁舎(丹下健三)のインテリアを担当する。
- 1958年：ブリュッセル万国博覧会 (1958年)の日本館の展示設計を担当（日本館は金星賞Les Etoiles d’Or を受賞）[4]。
- 1960年：ホテルニュージャパン(佐藤武夫)のインテリアを担当した際に籐製のラウンジチェア(YMK長岡)をデザインする。
- 1961年：戸塚カントリークラブ(丹下健三)のインテリアを担当する。その後天童木工で規格品となる椅子や照明器具をデザインする。
- 1961年：ホテル熱海ガーデン(丹下健三)のインテリアを担当した際に柏戸イス（天童木工）をデザインする。
- 1963年：毎日産業デザイン賞受賞
- 1964年：代表作であるラウンジチェア(YMK長岡)がニューヨーク近代美術館（MoMA）の永久コレクションに選ばれる。
- 1966年：国立京都国際会館(大谷幸夫)のインテリアを担当する。
- 1968年：乳酸菌飲料「ヤクルト」のポリスチレン容器をデザインする。
- 1968年：日本航空の航空旅客機ボーイング747のインテリアを担当する。
- 1968年：霞が関ビル36階の東京會舘のインテリアを担当[1]
- 1970年：毎日産業デザイン賞受賞
- 1971年：京王プラザホテルのインテリア総括顧問を務める。
- 1971年：東京都新宿区の剣持デザイン研究所2階所長室にてガス自殺により死去[5]。